# آلفونس موگ
آلفونس موگ (انگلیسی: Alfons Moog; ۱۴ فوریهٔ ۱۹۱۵ – ۷ دسامبر ۱۹۹۹) بازیکن فوتبال اهل آلمان بود.
از باشگاه‌هایی که در آن بازی کرده‌است می‌توان به باشگاه فوتبال آینتراخت فرانکفورت اشاره کرد.
وی همچنین در تیم ملی فوتبال آلمان بازی کرده‌است.